# الخدار (أسلم)

تعديل مصدري - تعديل

الخدار هي إحدى قرى عزلة أسلم الشام بمديرية أسلم التابعة لمحافظة حجة، بلغ تعداد سكانها 35 نسمة حسب تعداد اليمن لعام 2004.